# Christian Doppler
Christian Andreas Doppler, ve starších českých zdrojích psáno křestní jméno též Kristián či Kristian, v italštině Cristiano (29. listopadu 1803 Salcburk – 17. března 1853 Benátky), byl rakouský fyzik a matematik. Je po něm pojmenován Dopplerův jev.

## Život
Narodil se v rodině kamenického mistra v Salcburku Johana Franze Dopplera a jeho manželky Terezy. Kvůli křehkému zdraví nemohl pokračovat v rodinné živnosti a začal studovat. Po absolvování střední školy v Linci zahájil Christian Doppler v roce 1822 studium na vídeňské polytechnice. Od roku 1825 studoval na vídeňské univerzitě. V roce 1829 se stal asistentem matematiky u profesora Adama Burga na vídeňské technice. Zabýval se fyzikou a astronomií a publikoval několik teoretických spisů o matematických problémech. Jeho první práce se jmenovala Beitrag zur Teorie der Parallelen a byla věnována teorii rovnoběžek.
V roce 1835 se Doppler stal profesorem matematiky na reálce v Praze a v roce 1836 konal na technice nepovinné přednášky z vyšší matematiky. V roce 1837 byl na technice pověřen konáním přednášek z geodézie. V roce 1841 byl jmenován profesorem elementární matematiky a deskriptivní geometrie. V roce 1843 vydal učebnici Aritmetika a algebra a jeho další práce byla zaměřena na analytickou geometrii. V roce 1843 se stal řádným členem Královské české společnosti nauk, k jeho přátelům patřil Bernard Bolzano. Doppler žil v Praze dvanáct let, oženil se a měl pět dětí. Ke konci pobytu už nemohl přednášet, protože trpěl tuberkulózou hrtanu. 
V roce 1847 byl Doppler jmenován profesorem matematiky a mechaniky na Báňské a lesnické akademii v Banské Štiavnici. Kromě pedagogické práce se věnoval pozorování magnetické deklinace a možnostech jejího využití v místních dolech. Navrhl a sestrojil optický dálkoměr.  
Své uherské působiště opustil v důsledku revolučních nepokojů roku 1848. V říjnu toho roku byl Doppler jmenován profesorem geodézie na polytechnice ve Vídni. V roce 1850 se stal ředitelem fyzikálního institutu na Vídeňské univerzitě, ale už roku 1852 musel požádat o dovolenou ze zdravotních důvodů. Tuberkulóza hrtanu se rozšířila do plic. Odjel se léčit do Itálie, kde následujícího roku v Benátkách zemřel na tuberkulózu. Byl pohřben na ostrově San Michele, jeho hrob se nedochoval, pouze pamětní deska (epitaf) na stěně u vchodu.

## Dílo

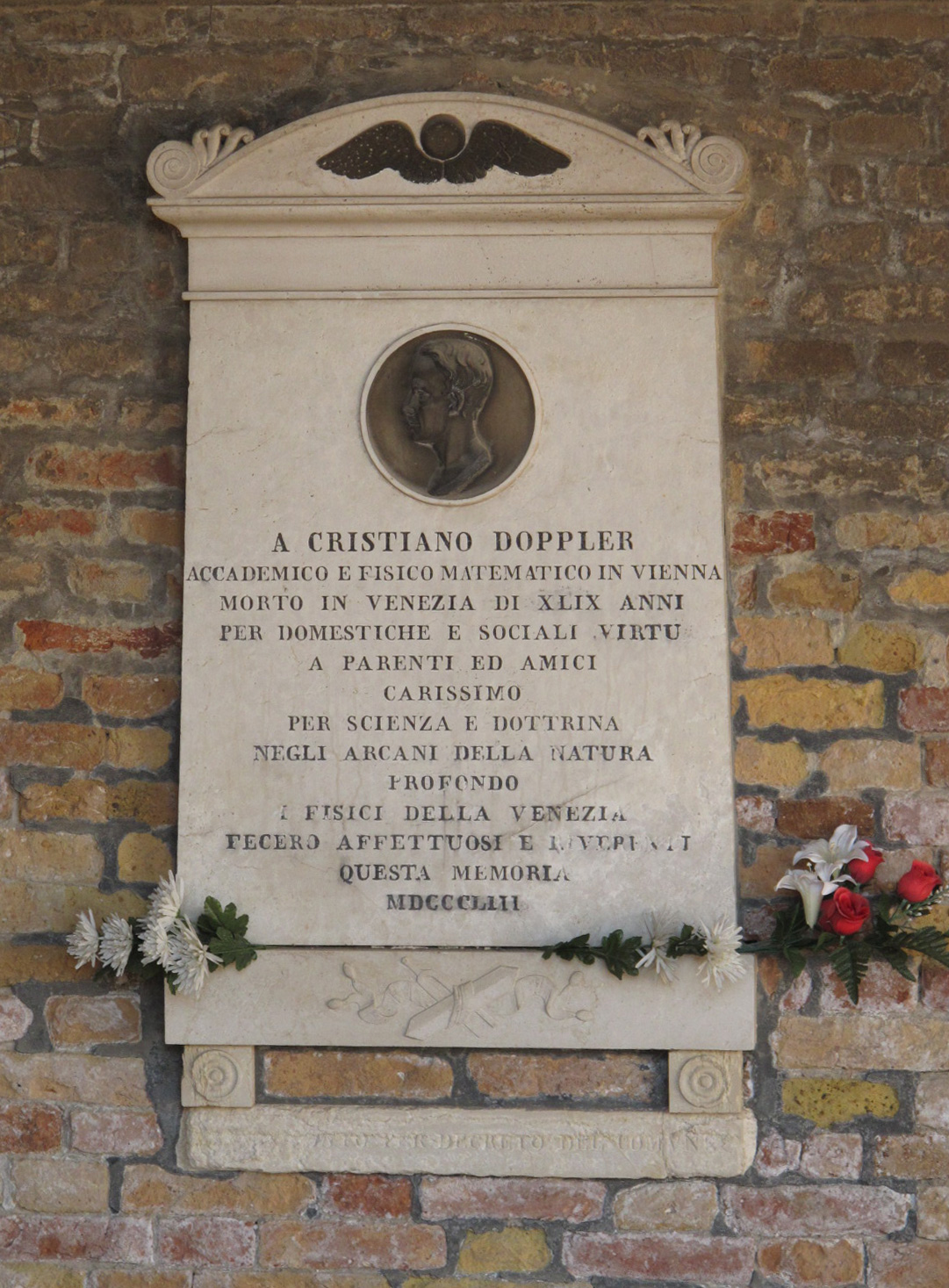
Epitaf Christiana Dopplera na hřbitově San Michele v Benátkách

Doppler se věnoval mnoha oblastem, publikoval práce o rovnoběžkách, o zlepšení mikroskopu, o astrofyzice a dalších. V roce 1842 publikoval Christian Doppler v Abhandlungen der Königlich Böhmischen Gesellschaft der Wissenschaften práci Ueber das farbige Licht der Doppelsterne und einiger anderer Gestirne des Himmels (O barevném světle dvojhvězd a některých dalších hvězd), kde vysvětlil princip, nazvaný po něm Dopplerův jev. Roku 1843 vyslovil hypotézu, že zbarvení hvězd může být způsobeno jejich pohybem: pokud se zdroj vlnění (světla nebo zvuku) pohybuje od pozorovatele, ten zachytí vlnění s nižší frekvencí – v případně světla posun k červené. Dopplerův jev se využívá v řadě aplikací (např. pro radarové měření rychlosti) a jím vysvětlil Edwin Hubble „rudý posuv“ spekter galaxií.

## Posmrtné připomínky
- Fyzikovo jméno nese kráter na odvrácené straně Měsíce.[6]
- Ke 150. výročí objevu Dopplerova jevu vydala v roce 1992 Rakouská pošta zvláštní poštovní známku „150 Jahre Doppler-Prinzip“.[7]
- V roce 1996 byla jeho jménem pojmenována planetka (3905) Doppler objevená 28. srpna 1984.[8] Advisory Committee on Antarctic Names po něm pojmenovala v roce 1987 Dopplerův nunatak v Antarktidě.

### Připomínky Dopplerova působení v Praze
- Pamětní deska připomínající Dopplerovo působení jako profesora pražské univerzity v letech 1843–1847 je umístěna na domě v Praze na Starém Městě, U obecního dvora 7.
- Pamětní deska na Dopplerův pobyt z období působení na Pražské technice je umístěna na domě v Praze na Karlově náměstí 6/20.[p 1][p 2]
- Jméno Christiana Dopplera bylo umístěno na desce pod okny Národního muzea v Praze spolu s mnoha dalšími (viz Dvaasedmdesát jmen české historie[9]).
- Na počest tohoto vědce je pojmenováno pražské Gymnázium Christiana Dopplera a také gymnázium v Salcburku.